# Ogodeïdes
Els ogodeïdes o ogedeïdes són els descendents del fill de Genguis Kan, Ogodei (Ögödei, Ogedei, Ögodei, Ogodaï, Ogotai i Oktay). Ogodei fou gran kan i va ser succeït pel seu fill Guyuk (Güyük). A la mort d'aquest el 1248 es va produir un virtual cop d'estat que va apartar de la branca del poder en favor dels tuluïdes (descendents de Tului) representats per Mongke (Möngke).
Ogodei va tenir cinc altres fills: Godan (Goslan), Kütchü, Karatchar, Kachin i Kadan. Molts prínceps de la branca van acabar executats o exiliats. No obstant Khublai Khan (1260-1294) va protegir a Chiramon (fill de Kütchü) i altres prínceps ogodeïdes i txagataïdes amenaçats.
L'any 1260 Khublai va pujar al tron i després de vèncer en la Guerra Civil Toluida el 1271 va proclamar la dinastia Yuan i va establir la nova capital a Cambaluc, l'actual Beijing l'any següent. Khublai va prendre va intentar, sense èxit, recuperar el control dels Txagataïdes i Ogodeïdes i l'Imperi Mongol es va fracturar en quatre khanats o imperis separats, cadascun perseguint els seus propis interessos i objectius: el khanat de l'Horda d'Or al nord-oest, el Kanat de Txagatai a l'Àsia central, l'Ilkanat a l'Iran i la dinastia Yuan a la Xina, amb seu a Cambaluc, l'actual Beijing, encara que els emperadors posteriors de la dinastia Yuan eren considerats els sobirans nominals dels kanats occidentals.
El ogodeïda més important fou Kaidu Khan (Qaidu Khan, Qaydu Khan, Kaydu Khan) que va aspirar a ser gran kan i va dominar com a tal el kanat de Txagatai. A la seva mort el 1301, el fill Orus va aspirar a la successió però finalment fou un altre fill, Chapar Khan, qui el va succeir (1303) però va perdre poder i el 1306 fou derrotat i desposseït de la major part dels seus dominis. El 1307 els que li quedaven foren repartits entre el seu germà Yangichar, i Tügme, un net del kan Güyük. Revoltats Chapar Khan, Orus, Yangichar i Tügme el 1309 foren derrotats i es van sotmetre al gran kan establint-se a Pekín acabant així políticament la branca (1310).